# 恋文/good night
『恋文/good night』（こいぶみ / グッド・ナイト）は、日本の音楽グループEvery Little Thingの27枚目のシングル。

## 解説
前作『ソラアイ』から10か月でのリリースとなり、2001年発売の17thシングル『fragile/JIRENMA』以来の両A面シングル。それまでの両A面シングルは1曲目のみしかPVが制作されていなかったが、本作は両曲共にPVが制作された。
6thアルバム『commonplace』までCCCDだったが、本作よりCCCDが回避された（レンタル盤は引き続きCCCD）。Every Little Thingのシングルの中では本作のみ、SACD、DVD-Audioも発売された。
「good night」はリリースされた当時は『うたばん』のみ披露され、近年ではクリスマスコンサートでも披露されている。また、39thシングル『STAR』ではAcoustic Version 2010として新録音された。

## 収録曲
- 全曲 作詞：持田香織、作曲：HIKARI

1. 恋文
（編曲：HIKARI&Every Little Thing）
ノーベル製菓「はちみつきんかんのど飴」CMソング。
映画『天国からのラブレター』主題歌。
この曲で『第55回NHK紅白歌合戦』に出場。
2. good night
（編曲：HIKARI&伊藤一朗）
ナムコ『テイルズ オブ リバース』主題歌。
ゲームソフト『テイルズ オブ』シリーズのテーマ曲コンピレーションアルバム『The Best of Tales』にも収録されている。
持田の突然亡くなった友人のために制作された。
3. 恋文 (Instrumental)
4. good night (Instrumental)

## 楽曲の収録アルバム
- 『Crispy Park』
- 『14 message 〜every ballad songs 2〜』
- 『Every Best Single 〜COMPLETE〜』
- 『Every Best Single 2 〜MORE COMPLETE〜』
- 『Every Best Single 2 〜middLe period〜』

## カバー

### 「恋文」
- 増田貴久（NEWS）-『喜怒哀楽』（2025年2月12日発売）収録
ギターは伊藤一朗本人による新録。